# マイヨ・ロホ

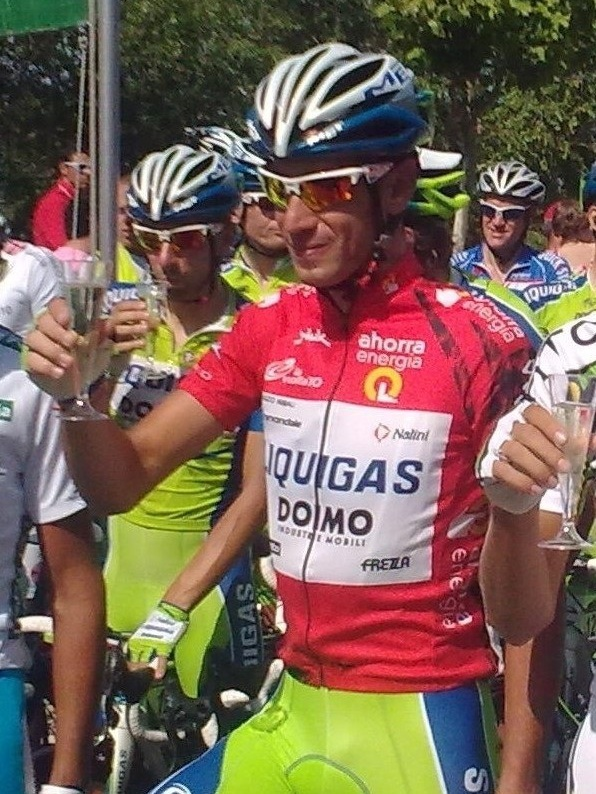
2010年のブエルタ・ア・エスパーニャにてマイヨ・ロホを着用したヴィンチェンツォ・ニバリ。

マイヨ・ロホ (maillot rojo) は、自転車ロードレース・ブエルタ・ア・エスパーニャにおいて、個人総合成績1位の選手に与えられる赤色のリーダージャージである。2009年以前は金色のジャージマイヨ・オロ (maillot oro) であった。各ステージの所要時間を加算し、その合計が最も少なかった選手がマイヨ・ロホ着用の権利を得る。最終ステージの終了時点でマイヨ・ロホ着用の権利をもっている選手がブエルタの総合優勝者となる。
日本ではこの呼び方が一般的ではあるが、スペイン語版ウィキペディアではJersey oro（ヘルセイ・オロ）、Jersey rojo（ヘルセイ・ロホ）とされている。

## 歴代の色
当初の色はヘルセイ・ナランハ (Jersey Naranja=オレンジ色) 、その後何度も色を変え、1955年-1976年と1978年-1998年の合計41年間ヘルセイ・アマリーニョ (Jersey Amarillo=黄色ジャージ) となったのが最長。
| 年度      | リーダージャージ色 |
| 1935-1936 | オレンジ           |
| 1941      | 白                 |
| 1942      | オレンジ           |
| 1945      | 赤                 |
| 1946-1950 | 白                 |
| 1955-1976 | 黄                 |
| 1977      | オレンジ           |
| 1978-1998 | 黄                 |
| 1999-2009 | 金                 |
| 2010-     | 赤                 |

三つのグランツールのうち、唯一開催初年度の1935年から用意され、そのステージ1で初めて袖を通したのはアントワーヌ・ディニェフ、そして最後にこれを着て表彰台に登ったのはフスターフ・デロールである。